# Vuzenica
Vuzenica este o localitate din comuna Vuzenica, Slovenia, cu o populație de 1.636 de locuitori.